# Juliana Morell
Juliana Morell   (Barcelona, 16 de febrer de 1594 - Avinyó, 26 de juny de 1653) fou una priora dominica, teòloga, traductora i escriptora catalana.
Als disset anys parlava i llegia catorze idiomes. Va rebre formació musical en orgue i arpa. Estudià les matèries universitàries habituals, complementades amb dret civil i canònic, matemàtiques, metafísica, astronomia i física en general. En 1608 es doctorà en dialèctica i ètica amb l'obra Oració recitada davant Pau V.
Decidida a no casar-se amb un noble de Provença amb qui el seu pare li havia concertat matrimoni, va ingressar en un convent, on va dedicar-se a escriure Exercices spirituelles sur l'eternité, i també L'Histoire du retablissement et de la reforme de son monastere de Sainte Praxede, avec les vies de quelques religieuses du dit monastere decedées de son temps en opinion de vertu, on mostra qualitats d’historiadora; biografies i poemes.

## Biografia
Va néixer al barri del Raval de Barcelona, al carrer de la Cendra. El seu pare, mercader, botiguer i canvista d'ascendència jueva, Joan Antoni Morell, en una carta escrita l'any 1613, explica com va posar en pràctica en la seva filla el paradigma humanista de l'educació de la dona com a mitjà per assolir «la plena virtut». Va aprendre a llegir i a escriure al monestir dominica de Santa Maria de Montsió, i a més tenia diversos mestres a casa; des dels quatre anys es dedicava a estudiar vuit hores diàries, tots els dies de la setmana. Amb set anys parlava i escrivia en català, llatí, grec i hebreu. Als dotze anys, també dominava el castellà i el francès, i havia estudiat filosofia, teologia, arts i dret, matèries en les quals excel·lí fins al punt de ser capaç de defensar públicament conclusions en filosofia a Lió.
L'any 1602 la seva família es va haver de traslladar a Lió on, segons els cànons de formació universitària de l'època, va seguir una formació universal, incloent els clàssics, retòrica, dialèctica i filosofia moral. Hi va afegir dret civil i canònic, matemàtiques, metafísica, astronomia i física.
Als tretze anys va sentir la crida a la vida religiosa. De Lió es traslladà a Avinyó. Va interessar-se pel convent de les dominiques de Santa Pràxedes, a Avinyó, perquè considerava que lluny de la terra i dels familiars podria gaudir de més tranquil·litat espiritual, i hi va ingressar el 15 de setembre del mateix any, quan en tenia catorze. Amb aquesta edat, al palau pontifici d'Avinyó va defensar la seva tesi doctoral en dialèctica i ètica, amb l'obra Oració recitada davant Pau V.
Al convent va ser priora tres vegades. Hi va traduir del llatí el Traité de la vie spirituelle par S.Vincent Ferrier i La regle de S. Augustin, amb anotacions i comentaris personals; a més, va escriure: Exercices spirituelles sur l'eternité, i L'Histoire du retablissement et de la reforme de son monastere de Sainte Praxede, amb algunes biografies de monges. També va escriure poesia en llatí i en francès, que no s'ha conservat.
La Biblioteca de Fons Antic de la Universitat de Barcelona custodia cinc obres que van formar part de la biblioteca personal de Morell, així com alguns exemples de les marques de propietat que van identificar els seus llibres al llarg de la seva vida.

## Formació humanista
Segons el pare de Morell, els progenitors humanistes eduquen les seves filles convençuts de les seves capacitats intel·lectuals, però sense trencar els paradigmes de domini masculí, és a dir, sense acceptar la capacitat de la dona de ser lliure i de decidir l'ús que ha de fer dels seus coneixements.
Per a ell, els humanistes, a més d'interessar-se per l'estudi dels clàssics i de totes les matèries del pensament, consideren l'home com a centre de totes les coses (androcentrisme) i incorporen en l'accepció del mot també la dona, bo i postulant la igualtat de la intel·ligència. Però a la pràctica topen amb les convencions socials i morals que els obliguen a acceptar i sostenir que l'educació femenina només té una finalitat: la millora qualitativa en les mateixes tasques socials i familiars que són atribuïdes tradicionalment a les dones.
L'enclaustrament de la dona, sigui domèstic o monàstic, és justificat per la suposada por de ser mal vista i defugir els prejudicis que la consideren una mena de monstre amb cos de dona i ment masculina (dona sàvia). Des dels convents, per ordre dels seus confessors, llegeixen autobiografies i biografies espirituals, models de la santedat femenina de la contrareforma.
Morell no té el poder econòmic de les dones que es poden dedicar al mecenatge cultural des de petites corts humanístiques i es poden permetre més llibertat de moviments. Tria el convent, que li permet dedicar-se a temps complet a l'estudi i a l'escriptura de llibres espirituals. Potser influïda pels corrents místics de la contrareforma, la seva vida mística i espiritual va estar molt lligada al sentiment d'humilitat i ascesi cristiana, practicant el càstig corporal.

## Reconeixement
Juliana Morell, Teresa de Jesús i Isabel II d'Espanya són les úniques dones (Vegeu Discriminació sexual) que apareixen entre les inscripcions de personalitats culturals del Paranimf de la Universitat de Barcelona, reconeixent així la seva vàlua.
Lope de Vega li va dedicar uns versos en el seu poema El laurel de Apolo.
El Monestir de Pedralbes li dedicà l'exposició El llegat retrobat de Juliana Morell, el 2023.